# Ráquira (ort)
Ráquira är en ort i Colombia.   Den ligger i departementet Boyacá, i den centrala delen av landet, 110 km norr om huvudstaden Bogotá. Ráquira ligger 2 165 meter över havet och antalet invånare är 2 120.
Terrängen runt Ráquira är huvudsakligen kuperad. Ráquira ligger nere i en dal. Runt Ráquira är det ganska tätbefolkat, med 93 invånare per kvadratkilometer. Närmaste större samhälle är Villa de Leyva, 13,9 km nordost om Ráquira. I omgivningarna runt Ráquira växer i huvudsak städsegrön lövskog.